# 벽송정
벽송정(碧松亭)은 경상북도 고령군 쌍림면 신촌리에 있는, 임진왜란 후 이곳 유림들이 고운(孤雲) 최치원(崔致遠)의 정신을 기리고 유생들을 교육하기 위해 건립한 정자이다. 1985년 8월 5일 경상북도의 문화재자료 제110호로 지정되었다.

## 개요
이 건물은 임진왜란 후 이곳 유림들이 고운(孤雲) 최치원(崔致遠)의 정신을 기리고 유생들을 교육하기 위해 건립한 정자이다. 원래 이 정자는 최치원이 가야산 해인사에 기거하면서 자주 왕림하였다고 전하는 봉진 마을 앞 안림천 변에 있었다. 그러나 1930년경 대홍수로 일부 훼손된 것을 이 곳으로 이건 중수하였다.
벽송정은 신촌리 마을 뒷산인 학산 기슭에 남서향으로 자리잡고 있다. 2단으로 축조된 기단위에 정면 3칸, 측면 2칸의 홑처마 팔작집이다. 평면은 6칸 규모의 넓은 마루로 구성되어있으며, 온돌방은 설치되어 있지 않다. 마루의 4면은 모두 개방하고, 바닥은 우물마루를 놓았다. 정자의 구조는 5량가의 초익공계로 막돌초석 위에 모두 두리기둥을 세워 상부구조를 받게 했으며, 창방과 도리 사이에는 화반을 끼워 장식하였다. 호남과 가까운 경북 서부지역의 마루 중심의 정자 형식을 따른 것으로 볼 수 있다.
벽송정에는 신라 최치원(崔致遠) 및 조선시대 김굉필(金宏弼), 정여창(鄭汝昌) 등의 시문(詩文)이 남아있어 건물의 오랜 유래를 짐작할 수 있게 한다.

## 참고 자료
- 벽송정 - 국가유산청 국가유산포털